# Archidiecezja Lagos
Archidiecezja Lagos – diecezja rzymskokatolicka  w Nigerii. Powstała w 1860 jako wikariat apostolski Dahomej. W 1883 przemianowana na wikariat Wybrzeża Benińskiego a w 1943 na wikariat Lagos. Archidiecezja od 1950.

## Biskupi diecezjalni
- Arcybiskupi metropolici Lagos 
  - Abp Alfred Martins od 2012
  - kard. Anthony Okogie 1973 – 2012
  - Abp John Kwao Amuzu Aggey 1965 – 1972
  - Abp Leo Hale Taylor, S.M.A. 1950 – 1965
- Wikariusze apostolscy Lagos
  - Abp Leo Hale Taylor, S.M.A. 1939.06.13 – 1950.04.18
- Wikariusze apostolscy Wybrzeża Benińskiego
  - Bp François O’Rourke, S.M.A. 1930– 1938
  - Bp Ferdinand Terrien, S.M.A. 1912–1929
  - Bp Joseph-Antoine Lang, S.M.A. 1902–1912
  - Bp Paul Pellet, S.M.A. 1895–1902
  - Bp Jean-Baptiste Chausse 1891–1894